# Juan Corzo
Juan Corzo y Príncipe (* 24. Juni 1873 in Madrid; † 27. September 1941 in Havanna) war ein kubanischer Schachmeister.
Corzo y Príncipe wanderte 1887 nach Kuba aus, wo er zum besten Schachspieler des Landes wurde. Er war Meister des Schachklubs von Havanna, als er im Jahr 1901 gegen den 13-jährigen José Raúl Capablanca einen Wettkampf um die Kubanische Meisterschaft mit 6:7 (+3 =6 −4) verlor und damit in die Schachgeschichte einging.
Corzo y Príncipe blieb auch nach Capablancas späterem kometenhaftem Aufstieg einer der führenden Spieler Kubas und gab die Schachzeitschrift Capablanca's Chess Magazine heraus. Gemeinsam mit Capablanca gründete er den Kubanischen Schachverband.